# Zevenaar
Zevenaar là một đô thị và thành phố ở phía đông Hà Lan.
Đô thị Zevenaar nằm ở tỉnh Gelderland.

## Các trung tâm dân cư
- Angerlo
- Babberich
- Giesbeek
- Lathum
- Ooy
- Oud Zevenaar
- Zevenaar

## Người nổi bật sinh ra ở Zevenaar
- Phillip Cocu (sinh 1970), cầu thủ bóng đá
- Erik Parlevliet (1964 - 2007), cầu thủ hockey
- Ruud Knol (born 1981), cầu thủ bóng đá
- Linda Wagemakers, ngôi sao âm nhạc
- Stephan Van der Oweland, thầy giáo của Liceo de Monterrey